# RFW (貨物自動車メーカー)
RFW（アールエフダブリュ）は、特殊自動車や貨物自動車およびバスの製造開発するオーストラリアの企業。ニューサウスウェールズ州、チェスターヒルに本社を構える。

## 概要
RFWは1969年、元オーストラリア空軍技術者であったロバート・フレデリック・ホワイトヘッド（Robert Frederick Whitehead）によって創立される。消防車、軌陸車、ゴミ収集車など、特別用途向け車両に特化した製造を行う。また、バスウェイズやアンセット・パイオニアで使用された高速バスの車体やトラック用車体の製造も行っていた。製造される特殊車両は全て全輪駆動方式であり、製造にはスウェーデンのトラックメーカーであるスカニア製の部品が使用されている。1980年から経営が悪化しており、現在は受注生産のみの対応となっている。

## 画像

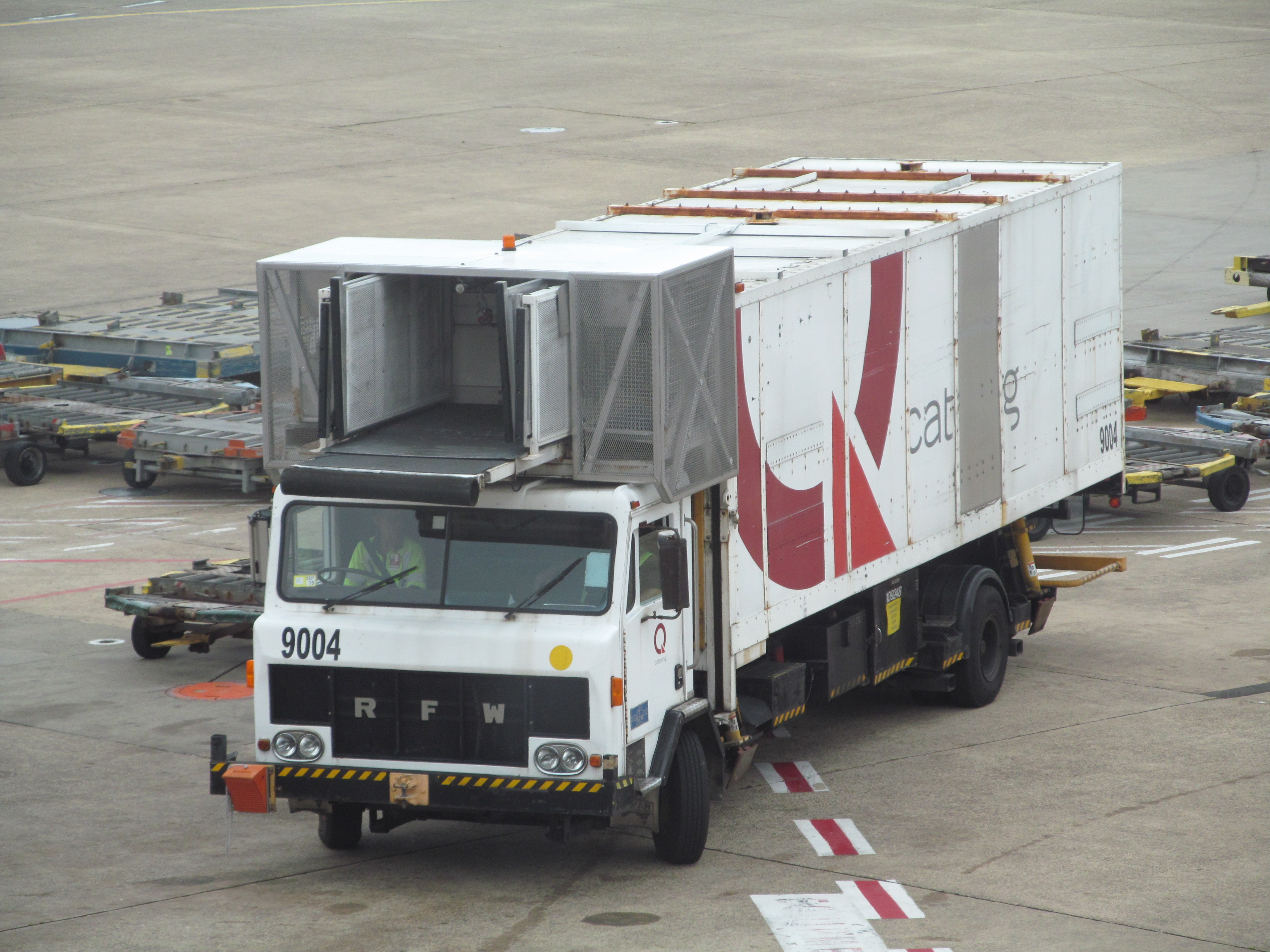
シドニー空港で稼働するRFW製のケータリングトラック